# Miss Universe Slovenije 2009
Miss Universe Slovenije 2009 je bilo lepotno tekmovanje, ki je potekalo 9. maja 2009 na Gospodarskem razstavišču v Ljubljani.
Prireditev je vodila Anja Tomažin, prenašal jo je POP TV.

### Uvrstitve in nagrade
- zmagovalka Mirela Korać, 22 let, Ljubljana, avto Ford Fiesta, počitnice v Grčiji in trimesečno filmsko šolanje v New Yorku.
- 1. spremljevalka Aida Muratovič, Maribor
- 2. spremljevalka Rebeka Pevec, Slovenske Konjice
- miss fotogeničnosti Katarina Benček, Ljubljana
- miss revije Obrazi Barbara Rapnik, Ravne na Koroškem

### Sponzorji in sodelavci
V treh izhodih je 16 finalistk predstavilo dnevne obleke Rašica, kopalke Lisca, obutev Humanic, nakit Katje Koselj in večerne obleke. Zmagala je kreacija Barbare Plavec Brodnjak, ki jo je zmagovalka nosila na svetovnem izboru. Tiaro je izdelala Zlatarna Celje.
Miha Krušič je ustvaril koreografijo, Slavka Pajk je bila stilistka.

### Žirija
Vodila jo je Tjaša Kokalj (miss Universe Slovenije 2007). V njej so sedeli še Peter Mankoč, Valentin Hajdinjak, pravnik Jurij Žurej, predavatelj Jani Mekinc, pravnica Klementina Ihanec in Barbara Beč (Imperial Travel).

### Glasbeni gostje
Nastopili so Pika Božič, Neisha in Jan Plestenjak.

## Miss Universe
Mirela Korać je na svetovni izbor na Bahame odnesla panjsko končnico in medene izdelke. Tam se je predstavila v nacionalnem kostumu Slavke Pajk. Lisca in Rašica sta prispevala garderobo.